# Haven (album)
Haven je peti studijski album Dark Tranquillityja, švedskog sastava melodičnog death metala. Objavljen je 17. srpnja 2000. Prvo je izdanje na kojem se pojavljuju glazbenici Michael Nicklasson i Martin Brändström te prvi uradak na kojem je Martin Henriksson svirao gitaru.

## Glazbeni stil
Haven sadrži elemente elektroničke glazbe i uglađeniju produkciju. Kao što je bio slučaj na prethodnom albumu Projector, Mikael Stanne pjeva čistim glasom i služi se death growlom.

## Popis pjesama
Tekstovi: Mikael Stanne. 
| 1.    | »The Wonders at Your Feet« | Anders Jivarp, Martin Henriksson, Martin Brändström | 3:01 |
| 2.    | »Not Built to Last«        | Jivarp, Henriksson, Brändström                      | 3:38 |
| 3.    | »Indifferent Suns«         | Henriksson, Michael Nicklasson                      | 3:35 |
| 4.    | »Feast of Burden«          | Jivarp, Henriksson                                  | 3:25 |
| 5.    | »Haven«                    | Jivarp, Henriksson                                  | 3:32 |
| 6.    | »The Same«                 | Jivarp, Henriksson, Brändström                      | 3:10 |
| 7.    | »Fabric«                   | Brändström                                          | 3:56 |
| 8.    | »Ego Drama«                | Jivarp, Henriksson                                  | 4:34 |
| 9.    | »Rundown«                  | Jivarp, Henriksson                                  | 3:53 |
| 10.   | »Emptier Still«            | Henriksson                                          | 3:39 |
| 11.   | »At Loss for Words«        | Jivarp, Henriksson                                  | 6:42 |
| 43:05 |                            |                                                     |      |

| Bonus na japonskom izdanju albuma | Bonus na japonskom izdanju albuma | Bonus na japonskom izdanju albuma | Bonus na japonskom izdanju albuma | Bonus na japonskom izdanju albuma | Bonus na japonskom izdanju albuma | Bonus na japonskom izdanju albuma | Bonus na japonskom izdanju albuma | Bonus na japonskom izdanju albuma | Bonus na japonskom izdanju albuma |
| Br.                               | Skladba                           | Trajanje                          |                                   |                                   |                                   |                                   |                                   |                                   |                                   |
| --------------------------------- | --------------------------------- | --------------------------------- | --------------------------------- | --------------------------------- | --------------------------------- | --------------------------------- | --------------------------------- | --------------------------------- | --------------------------------- |
| 12.                               | »Cornered«                        | 3:59                              |                                   |                                   |                                   |                                   |                                   |                                   |                                   |
| 47:04                             |                                   |                                   |                                   |                                   |                                   |                                   |                                   |                                   |                                   |

| Bonusovi pjesme na ponovno izdanju iz 2009. | Bonusovi pjesme na ponovno izdanju iz 2009. | Bonusovi pjesme na ponovno izdanju iz 2009. | Bonusovi pjesme na ponovno izdanju iz 2009. | Bonusovi pjesme na ponovno izdanju iz 2009. | Bonusovi pjesme na ponovno izdanju iz 2009. | Bonusovi pjesme na ponovno izdanju iz 2009. | Bonusovi pjesme na ponovno izdanju iz 2009. | Bonusovi pjesme na ponovno izdanju iz 2009. | Bonusovi pjesme na ponovno izdanju iz 2009. |
| Br.                                         | Skladba                                     | Trajanje                                    |                                             |                                             |                                             |                                             |                                             |                                             |                                             |
| ------------------------------------------- | ------------------------------------------- | ------------------------------------------- | ------------------------------------------- | ------------------------------------------- | ------------------------------------------- | ------------------------------------------- | ------------------------------------------- | ------------------------------------------- | ------------------------------------------- |
| 12.                                         | »In Sight«                                  | 4:12                                        |                                             |                                             |                                             |                                             |                                             |                                             |                                             |
| 13.                                         | »Misery in Me«                              | 4:39                                        |                                             |                                             |                                             |                                             |                                             |                                             |                                             |
| 14.                                         | »Cornered«                                  | 3:59                                        |                                             |                                             |                                             |                                             |                                             |                                             |                                             |
| 15.                                         | »The Wonders at Your Feet« (uživo)          | 3:01                                        |                                             |                                             |                                             |                                             |                                             |                                             |                                             |
| 58:56                                       |                                             |                                             |                                             |                                             |                                             |                                             |                                             |                                             |                                             |

## Zasluge
| Dark Tranquillity - Mikael Stanne – vokal - Anders Jivarp – bubnjevi - Niklas Sundin – gitara, omot albuma, dizajn - Martin Henriksson – gitara - Michael Nicklasson – bas-gitara - Martin Brändström – elektronika | Ostalo osoblje - Fredrik Nordström – produkcija, inženjer zvuka - Göran Finnberg – mastering - Ulf Horbelt – re-mastering - Anders Fridén – inženjer zvuka - Lindor Tidäng – slike - Kerstin Rössler – slike - Christer Lundberg – kreativna pomoć |